# Svärdnäbbsnukupuu
Svärdnäbbsnukupuu (Hemignathus vorpalis) är en förhistorisk utdöd fågel i familjen finkar inom ordningen tättingar. Fågeln beskrevs 2003 utifrån subfossila lämningar funna på ön Hawaii i Hawaiiöarna.

## Kännetecken
Svärdnäbbsnukupuun var mycket större än övriga arter i släktet, men framför allt hade den en extraordinär näbb. Den var kraftigt böjd, med näbbens underdel bara en tredjedel så lång som näbbens överdel. James & Olson föreslår att fågeln kan ha varit marklevande och födosökte bland döda löv på samma sätt som wekarallen och kivierna gör i Nya Zeeland.

## Familjetillhörighet
Arten tillhör en grupp med fåglar som kallas hawaiifinkar. Länge behandlades de som en egen familj. Genetiska studier visar dock att de trots ibland mycket avvikande utseende är en del av familjen finkar, närmast släkt med rosenfinkarna. Arternas ibland avvikande morfologi är en anpassning till olika ekologiska nischer i Hawaiiöarna, där andra småfåglar i stort sett saknas helt.

## Utdöende
Om fågeln var marklevande hade den varit extra utsatt när människan kom till ögruppen och förde med sig främmande djurarter. Den dog ut någon gång under de senaste 3000 åren, men exakt när, hur och varför är fortfarande okänt.